# Jetterswiller
Jetterswiller je občina v departmaju Bas-Rhin francoske regije Alzacija.
Leta 2012 je v občini živelo 196 oseb oz. 55 oseb/km².